# حزب سوسیالیست (فرانسه)
حزب سوسیالیست (به فرانسوی: Parti socialiste) (با نام کنونی) در سال ۱۹۶۹ میلادی تأسیس شد. در حال حاضر این حزب بیشتر حزبی سوسیال دموکرات به‌شمار می‌رود. این حزب تا سال ۲۰۱۷ میلادی یکی از دو حزب عمده سیاسی در فرانسه بود.
این حزب از سال ۱۸۸۰ با نام‌های مختلفی وجود داشته‌است. با این‌حال تا حدود سال ۱۹۸۱ این حزب هرگز محبوبیت پایداری نداشت. در سال ۱۹۸۱ میلادی، فرانسوا میتران رهبری این حزب را بدست گرفت. بلافاصله این حزب توانست هم کرسی ریاست‌جمهوری فرانسه و هم بخش قابل توجهی از کرسی‌های مجلس فرانسه را برای اولین بار در اختیار بگیرد. میتران از سال ۱۹۸۱ به مدت ۱۴ سال رئیس‌جمهور فرانسه بود. از سال ۱۹۹۵ تا ۲۰۱۲ میلادی، کرسی ریاست‌جمهوری در اختیار حزب اتحاد برای جنبش مردمی فرانسه بود و سپس در سال ۲۰۱۲ میلادی فرانسوا اولاند نامزد حزب سوسیالیست توانست در رقابتی نزدیک، نیکولا سارکوزی را شکست دهد و دومین رئیس‌جمهور سوسیالیست جمهوری پنجم فرانسه شود.
این حزب تا سال ۲۰۱۷ میلادی، یکی از دو حزب اصلی فرانسه به‌شمار می‌رفت؛ ولی در آوریل ۲۰۱۷ میلادی نامزد این حزب در انتخابات ریاست جمهوری فرانسه شکست سنگینی خورد. چند ماه بعد، در ژوئن ۲۰۱۷ میلادی نیز، این حزب در انتخابات مجلس فرانسه شکست سنگینی خورد و اکثر کرسی‌های خود در مجلس فرانسه را به احزاب رقیب واگذار کرد. این شکست‌های پیاپی سبب شد که از سال ۲۰۱۷ میلادی این حزب جایگاه خود را به عنوان یکی از دو حزب اصلی فرانسه از دست بدهد.

## تاریخ
نیای ابتدایی حزب سوسیالیست با نام «حزب کارگران فرانسه» در ۱۸۸۰ توسط ژول گسد و پل لافارگ (داماد کارل مارکس) بنیان گذاشته‌شد. اما تنها دو سال بعد در ۱۸۸۲ انشعابی در این حزب صورت گرفت. یک جناح مارکسیست به رهبری گسد و یک جناح معتدل یا «پوسیبلیست» (امکان‌گرا) به رهبری پل بروس. بعدها انشعابات دیگری نیز رخ داد، اما هیچ‌کدام از گروه‌های منتج از این انشعابات در انتخابات موفقیت نداشتند. آن‌ها بین لیبرال‌های طبقهٔ میانه از حزب رادیکال و سندیکالیست‌های انقلابی که اتحادیه‌های کارگری را زیر نفوذ داشتند بودند و از محبوبیت برخوردار نبودند.
در سال ۱۸۹۹ دو حزب متفاوت سوسیالیست فرانسوی تشکیل شد. یکی partie socialiste de France و دیگری partie socialiste française که هر دو در فارسی «حزب سوسیالیست فرانسه» ترجمه می‌شود. این دو حزب در سال ۱۹۰۵ با رهبری ژان ژوره متحد شدند و حزب سوسیالیست متحد را تشکیل دادند. این حزب شدیداً ضد جنگ (پاسیفیست) بود اما پس از قتل ژوره در ۱۹۱۴ حتی این حزب نیز نتوانست در مقابل موج میلیتاریسمی که جنگ جهانی اول به راه‌انداخته بود مقاومت کند.
حزب سوسیالیست در زمان جنگ و مباحثات حول جنگ شدیداً دستخوش اختلافات شد. در ۱۹۱۹ مخالفان جنگ شدیداً در انتخابات شکست خوردند. جناح چپ این حزب در ۱۹۲۰ انشعاب کرد و حزب کمونیست فرانسه را بنیان گذاشت. جناح راست این حزب، به رهبری لئون بلوم به عنوان «بخش فرانسوی انترناسیونال کارگری» به فعالیت ادامه داد. (این حزب همچنان حزبی مارکسیست به حساب می‌آمد و منظور از اصطلاح «جناح راست» در مقایسه با حزب کمونیست است).
در ۱۹۲۴ و سپس در ۱۹۳۲ حزب سوسیالیست به همراه حزب رادیکال در ائتلافات چپ شرکت کرد اما وقتی دولت غیر سوسیالیستی به رهبری ادوارد هریو و ادوارد دالادیه (از حزب رادیکال) تشکیل شد، از پیوستن به آن خودداری کرد. اختلافات حزب سوسیالیست با حزب رادیکال بر سر سیاست‌های اقتصادی و عدم مشارکت حزب کمونیست که بنا به سیاست وقت اتحاد شوروی در دولت «بورژوایی» شرکت نمی‌کرد از عوامل عدم موفقیت دولت چپ‌ها در این دوره بود.
در ۱۹۳۴ سیاست حزب کمونیست عوض شد و هر سهٔ این احزاب گرد هم آمدند تا جبههٔ مردمی را تشکیل دهند. این جبهه در انتخابات ۱۹۳۶ پیروز شد و لئون بلوم به عنوان اولین نخست‌وزیر سوسیالیست فرانسه به قدرت رسید. اما هنوز یک سال نگذشته بود که بر سر اختلاف در مورد جنگ داخلی اسپانیا حکومت لئون بلوم سقوط کرد. نتیجتاً چپ فرانسوی فرو پاشید و پس از شکست نظامی ۱۹۴۰ نتوانست در مقابله با فروپاشی جمهوری فرانسه کاری کند.
پس از آزادسازی فرانسه در ۱۹۴۴ میلادی، حزب سوسیالیست تحت رهبری گیموله مجدداً عروج کرد؛ ولی در این دوران این حزب، همچون حزب رادیکال، ضعیف بود و چپ فرانسه هرگز نتوانست جبهه‌ای تشکیل دهد و در هیچ انتخاباتی در جمهوری چهارم برنده نشد. با به رهبری رسیدن گاستون دفره حزب سوسیالیست در دههٔ ۱۹۶۰ به بدترین دوران خود رسید و در ۱۹۶۹ میلادی منحل شد.
فرانسوا میتران که پیش از جنگ از محافظه‌کاران بود و در دههٔ ۵۰ از چپ‌های مستقل، در ۱۹۶۹ میلادی مجدداً حزب سوسیالیست را با نام «حزب سوسیالیست» (بدون پسوند فرانسه) تشکیل داد. گرچه حزب کمونیست هنوز نسبتاً قدرت‌مند بود، اما با توجه به عدم حضور حزب رادیکال، حزب سوسیالیست از موقعیت خوبی برخوردار بود. در ۱۹۷۴ میتران تا نزدیکی کسب ریاست جمهوری پیش رفت و حزبش به عنوان حزب اصلی چپ مطرح شد.
در ۱۹۸۱ میتران با حزب کمونیست و با جناح چپ حزب رادیکال متحد شد و با شکست دادن والری ژیسکار دستن به عنوان اولین رئیس‌جمهور سوسیالیست فرانسه رسید. او در ۱۹۸۸ مجدداً در مقام خود ابقا شد. در زمان ریاست جمهوری او حزب سوسیالیست معمولاً اکثریت مجلس ملی را با خود داشت. نخست وزیران سوسیالیست در زمان ریاست جمهوری میتران، شامل افراد زیر می‌شدند: پیر مائروی، لوران فابیوس، میشل روکار، ادیث کرسون و پیر برگووی.
میتران آخرین نفری در اروپا بود که به نوعی برنامه‌ای سوسیالیستی پیاده کرد. دولت او بانک‌ها، صنعت بیمه و صنایع دفاع را زیر مجموعه بخش دولتی قرار داد. دستمزد کارگران را افزایش داد و ساعات کارشان را کاهش داد و اصلاحات دیگری نیز انجام داد. نتیجتاً در دورهٔ او بحرانی اقتصادی وجود داشت و «فرار سرمایه» از فرانسه اتفاق افتاد.

## سیاست‌های اخیر
در ۱۹۸۴ میتران و نخست‌وزیر دومش، لوران فابیوس تغییر بزرگی در سیاست خود دادند و از سیاست‌های سوسیالیستی دست کشیدند. از آن تاریخ به بعد حزب سوسیالیست بیشتر به یک حزب سوسیال دموکرات شبیه شد و نظریه اقتصاد بازار آزاد را پذیرفت. به دنبال این دگرگونی‌ها، احزابی همچون «مبارزهٔ کارگران» و «اتحادیه کمونیست انقلابی»، به صورت پیوسته اعضای این حزب را متهم می‌کنند که دیگر سوسیالیست نیستند.
در انتخابات ریاست جمهوری ۱۹۹۵ میلادی، پس از وخامت حال میتران و عدم نامزدی مجدد او، کاندیدای جدید حزب سوسیالیست، لیونل ژوسپن در مقابل ژاک شیراک شکست خورد. با این حال در ۱۹۹۷ این حزب اکثریت مجلس ملی را در اختیار گرفت و ژوسپن نخست‌وزیر شد. این موفقیت در پی سیاست‌هایی بود که بسیار پیشرو بودند اما خیلی ربطی به سیاست‌هایی که به صورت سنتی «سوسیالیستی» نامیده می‌شد، نداشتند. در انتخابات ریاست جمهوری ۲۰۰۲ شیراک مجدداً بر ژوسپن پیروز شد و نتیجتاً ژوسپن از سیاست بازنشسته شد. در همان سال ۲۰۰۲ حزب سوسیالیست در انتخابات مجلس فرانسه نیز شکست خورد. در سال ۲۰۰۴ حزب سوسیالیست در انتخابات محلی به موفقیت چشم‌گیری دست یافت. این حزب در ائتلاف با سبزها و کمونیست‌ها در ۲۰ ناحیه داخلی (از مجموع ۲۲ ناحیه داخلی، یعنی در واقع تمامی ناحیه‌ها به جز آلزاس و کرس) قدرت را در دست گرفت. نامزدهای این حزب همچنین در ۴ ناحیه خارجی نیز به پیروزی دست یافتند.
رهبر و دبیرکل کنونی این حزب فرانسوا اولاند است.
از نظر سیاسی حزب سوسیالیست از سال ۲۰۰۲ به این طرف دچار مشکلات داخلی بسیاری بوده‌است و نتوانسته آلترناتیو مناسبی در مقابل حزب جمهوری‌خواهان معرفی کند. به نظر می‌رسد که دعوای فرانسوا اولاند، دومینیک استراس-کان و لوران فابیوس بر سر نامزدی ریاست جمهوری یکی از مشکلات داخلی این حزب باشد. مشکل دیگر این حزب، به وجود آمدن یک جنبش درون حزبی به نام «حزب سوسیالیست جدید» بود که توسط آرنو مونتبورگ رهبری می‌شد و برای حاکم‌کردن سیاست‌های «دست چپی» بر این حزب تلاش می‌کرد.
در اواخر سال ۲۰۰۴ میلادی، اختلافات بر سر قانون اساسی اروپا این حزب را با تنش‌های درون حزبی گوناگونی مواجه ساخت. در اول دسامبر ۲۰۰۴، ۵۹ درصد از اعضای حزب سوسیالیست به قانون اساسی اروپا رأی مثبت دادند. اما چند تن از مهم‌ترین رهبران این حزب، همچون لوران فابیوس، هانری امانوئلی و ژان-لوک ملانشن از رأی‌دهندگان تقاضا کردند که رای «نه» را به صندوق‌ها بریزند. نهایتاً در رفراندوم قانون اساسی اروپا که در ۲۹ می ۲۰۰۵ برگزار شد رای «نه» پیروز شد.
علاوه بر این موارد، این حزب در انتخابات ریاست جمهوری ۲۰۰۷ و انتخابات ریاست جمهوری ۲۰۱۷ میلادی، برای معرفی یک نامزد واحد، درگیر اختلافات داخلی فراوانی شد.

## جستارهای بیرونی
وبگاه رسمی حزب سوسیالیست